# ميرزا سلمان جابري الأصفهاني
ميرزا سلمان جابري الأصفهاني (بالفارسية: میرزا سلمان جابری اصفهانی) (الوفاة 991هـ المُوافق فيه 12 مايو 1583م) المُلقَّب اختصارًا بِـ«اعتماد الدولة» هو شاعرٌ ورجل دولة مؤثر في الدَّولة الصفويَّة، تولَّى منصب الوزير الأعظم للفترة من سنة 1577 إلى 1583. ولدوره المؤثر يُعَد الميرزا سلمان جابري واحدًا من أبرز رجالات الدَّولة في التَّاريخ الإيراني.